# I giganti invadono la Terra
I giganti invadono la Terra (The Amazing Colossal Man) è un film del 1957 diretto da Bert I. Gordon. È una pellicola di fantascienza in bianco e nero con protagonista Glenn Langan, incentrata su un uomo che cresce fino ai 18 metri di altezza come conseguenza di un incidente nucleare. È un adattamento non ufficiale del romanzo di Homer Eon Flint L'uomo "N" (The Nth Man, 1928).
Distribuito da American International Pictures (AIP) con biglietto unico assieme a Psycus (Cat Girl) del 1957, il film ebbe un seguito, War of the Colossal Beast del 1958.

## Trama
Un'esplosione di prova della prima atomica al plutonio è prevista per la prima mattina in un sito militare a Desert Rock in Nevada. Quando la reazione a catena per la carica fallisce il suo ciclo e non esplode come previsto, il tenente Glenn Manning riceve l'ordine di tenere i suoi uomini nella trincea di protezione, dato che si attende ancora l'esplosione ma non si sa quando avverrà. Pochi istanti dopo, un aereo civile non identificato si schianta vicino al sito della bomba; Manning salta fuori dalla trincea e corre nella zona di detonazione per salvare il pilota. Una volta lì giunto, la bomba detona e Manning è colto in pieno dall'esplosione atomica, che lo brucia e gli disintegra istantaneamente vestiti e capelli.
Sopravvissuto all'esplosione, ma colpito da ustioni di terzo grado su quasi tutto il corpo, Manning viene curato dallo specialista dott. Paul Linstrom e dallo scienziato militare dott. Eric Coulter all'ospedale della base. La fidanzata di Glenn, Carol Forrest, che doveva sposarsi con lui quella sera a Las Vegas, attende con ansia una prognosi, ma Linstrom si astiene dal dirle che l'opinione comune è che Glenn non sopravviverà.
La mattina dopo, tuttavia, i dottori Linstrom e Coulter rimangono stupiti nello scoprire che le ustioni di Glenn sono completamente guarite, senza neppure lasciare cicatrici. Linstrom e Coulter sono sconcertati dall'incredibile recupero e iniziano ad analizzare i dettagli dell'insolito caso. Quella sera stessa, Forrest rimane sconvolta quando il responsabile della sicurezza di Glenn la informa che le è vietato di vedere ancora il suo fidanzato; in seguito viene a sapere che Glenn è stato spostato fuori dall'ospedale di un'altra struttura, un centro di riabilitazione e centro di ricerca dell'esercito a Summit in Nevada. La donna guida fino a lì ed è ammessa l'ingresso, e dopo aver udito Linstrom e Coulter discutere il caso, viene lasciata nella stanza di Glenn. Sviene dall'orrore quando lo vede sdraiato sul pavimento, mutato in un gigante alto circa 16 piedi.
Più tardi, Linstrom rivela a Carol che si ritiene che l'esposizione di Glenn all'esplosione abbia causato l'interruzione del decadimento delle sue vecchie cellule e la moltiplicazione a ritmo accelerato delle sue nuove cellule, con la conseguenza di farlo crescere a una proporzione di otto piedi di altezza al giorno. Linstrom ammette che né lui né Coulter sanno se potranno fermare la crescita di Glenn e che se non lo scopriranno, egli continuerà a crescere fino alla morte, ma le assicura che non interromperanno le loro ricerche.
Il giorno seguente Glenn si sveglia dopo avere sperimentato dei sogni inquietanti sul suo passato con Carol, sul suo periodo nella guerra di Corea e sulla notte in cui è rimasto ferito nell'esplosione al plutonio. Dopo essersi reso conto della propria enorme taglia, Glenn è dapprima spaventato, poi profondamente turbato. Carol gli fa visita la mattina seguente per consolarlo, ma lui - ora alto più di 22 piedi - è distante e imbronciato. Mentre è noto al pubblico che Glenn è sopravvissuto all'esplosione, l'esercito ha mantenuto segreta ai media la sua condizione abnorme.
Mentre il corpo di Glenn continua ad aumentare di dimensioni, Linstrom ordina di trasferirlo in una tenda grande abbastanza da fornire riparo e raccomanda a Carol di trascorrere del tempo con lui. Tuttavia, nonostante l'incoraggiamento di Carol, Glenn è arrabbiato e amaro. Linstrom rivela infine che il cuore di Glenn sta crescendo a solo la metà del ritmo del suo corpo e che presto non sarà più in grado di sostenere la sua enorme massa, provocandone la morte nel giro di pochi giorni. Quella notte, Carol e Glenn discutono della sua continua disperazione e del suo pessimismo.
La mattina seguente, non appena Coulter riferisce a Linstrom che potrebbe aver trovato una soluzione alla crescita di Glenn, si scopre che quest'ultimo è scomparso. Anche se due automobilisti lo incontrano nella superstrada 93, i militari, guidati dal colonnello Hallock, conducono una ricerca nel raggio di dieci miglia ma non trovano Glenn, ormai alto più di 50 piedi. Quando Carol chiede a Linstrom se possa aiutare nelle ricerche, lo scienziato l'avverte che le condizioni di Glenn potrebbe influenzare la sua mente. In seguito Coulter annuncia di avere ideato una speciale siringa riempita con un siero per il midollo osseo di Glenn in grado di fermare la sua crescita. Hallock viene poi informato dalle squadre militari sulla ricerca in espansione, che sarà effettuata anche per via aerea.
Nel frattempo, i notiziari locali riferiscono che "un uomo gigante" è stata avvistata in avvicinamento a Las Vegas. Mentre i capi militari si dirigono verso la città, Glenn, alto ora più di 60 piedi e psicologicamente confuso, viene fotografato da un giornalista. Il suo aspetto provoca il panico tra la popolazione locale quando distrugge una finestra dell'Hotel Riviera vedendo una donna fare il bagno all'interno e semina il terrore al Royal Nevada, il Silver Slipper e il Tropicana. All'hotel Sands egli raccoglie una cabriolet e la lancia verso la folla, distruggendo anche l'insegna al neon di 56 metri dell'albergo. La polizia viene allertata ma disobbedisce agli ordini militari e comincia a sparare addosso a Glenn, facendo infuriare il gigante, che si dirige poi verso Fremont Street e distrugge completamente l'insegna del Pioneer Club, andando verso la diga di Boulder mentre gli elicotteri militari controllano i suoi movimenti.
Linstrom, Carol e Coulter, a loro volta saliti su un elicottero, tentano di intercettare le truppe di Hallock. Dopo essere atterrati vicino alla diga, Coulter e Linstrom usano l'enorme siringa per pungere Glenn alla caviglia. Il gigante è prima sorpreso, poi indignato e, afferrata la siringa, la usa per trafiggere Coulter senza pietà. Quindi afferra Carol e inizia ad attraversare la diga. Usando un megafono, Linstrom supplica Glenn di risparmiare Carol e, seppure completamente disorientato, l'uomo l'ascolta e la lascia andare. Quando Glenn raggiunge il centro della diga, Hallock ordina ai suoi uomini di sparare e Glenn perisce cadendo nel fiume Colorado.

## Produzione
Jim Nicholson, dell'American International Pictures, deteneva i diritti del romanzo del 1928 di Homer Eon Flint  L'uomo "N" (The Nth Man) riguardante un uomo che diveniva alto dieci miglia. Nicholson riteneva che potesse essere adattato per sfruttare il successo di Radiazioni BX: distruzione uomo (The Incredible Shrinking Man, distribuito sei mesi prima nel 1957) e originariamente annunciò Roger Corman come regista. Charles B. Griffith fu scritturato per adattare il romanzo e lo fece diventare una commedia. In seguito Corman rinunciò e fu scritturato per la regia Bert I. Gordon. Gordon lavorò al copione con Griffith, ma la collaborazione durò solo un giorno prima che Griffith rinunciasse. Il partner regolare alle sceneggiature di Griffith Mark Hanna subentrò al suo posto.
Prima che Gordon venisse coinvolto nel progetto, il film era stato concepito con Dick Miller in mente alla conduzione. Fu la prima pellicola di Gordon per la AIP.

## Distribuzione
Il film fu distribuito negli Stati Uniti a partire dal 25 ottobre 1957 da American International Pictures (AIP) con biglietto unico assieme a Psycus (Cat Girl).
In Italia il film fu distribuito dalla Globe Films International nel 1958, con doppiaggio affidato alla CDC.
Negli anni sessanta il titolo fu distribuito in syndication per la televisione dalla American International Television.

### Home video
RCA Columbia Home Video ha distribuito il film in VHS il 21 giugno 1994.
La versione Mst3k è stata distribuita in VHS da Rhino Home Video il 30 aprile 1996.

## Accoglienza
Il film, con un ricavo di 848.000 dollari, fu un successo al botteghino e ne fu prodotto quindi un seguito, War of the Colossal Beast, meno di un anno dopo.

### Critica
(Fantafilm)

## Influenza culturale
Sia questo film sia il suo seguito apparvero nel programma televisivo Mystery Science Theater 3000.